# 크리스티안 아이히너
크리스티안 아이히너(Christian Eichner, 1982년 11월 24일 ~)는 독일의 전직 축구 선수로, 현재 카를스루에 SC에서 축구 감독을 맡고 있다.